# Laura Bordignon
Laura Bordignon (Bassano del Grappa, 26 marzo 1981) è una discobola italiana.
È stata medaglia d'argento ai Giochi del Mediterraneo di Almeria 2005 e può vantare oltre 20 presenze con la Nazionale assoluta.
Ha vinto nel lancio del disco 11 titoli italiani tra invernali ed assoluti (italiana più titolata di lei nel lancio del disco, soltanto la primatista nazionale Agnese Maffeis con 24 titoli tra invernali ed assoluti) e 22 nazionali giovanili.

## Biografia

### Gli inizi nel settore giovanile e le società sportive di appartenenza
Ha iniziato a praticare l'atletica leggera all'età di 7 anni, categoria Esordienti, nel 1988.
È stata 22 volte campionessa italiana giovanile.

### 1997-2001: doppia medaglia di bronzo alle Gymnasiadi ed esordio nella Nazionale assoluta
1997, al Festival olimpico della gioventù europea a Lisbona in Portogallo, è stata settima ed undicesima rispettivamente nel getto del peso e lancio del disco.
Doppia medaglia di bronzo nel 1998 alle Gymnasiadi cinesi di Shanghai nel getto del peso e nel lancio del disco.
Medaglia di bronzo nel 1999 nel disco agli assoluti di Pescara.
Sesta nel lancio del disco agli Europei juniores di Riga (Lettonia).
Ai Mondiali juniores a Santiago del Cile (Cile) nel 2000, è giunta al quindicesimo posto nel lancio del disco.
2001, argento nel peso (assoluti indoor) e bronzo nel disco (invernali di lanci); un altro bronzo (peso) ed un quinto posto (disco) agli assoluti.
Esordisce con la Nazionale assoluta nella Coppa Europa invernale di lanci in Francia a Nizza: tredicesimo posto nel getto del peso.

### 2002-2005: il titolo italiano assoluto sfiorato e la medaglia d'argento ai Giochi del Mediterraneo
Doppio bronzo nel 2002 agli assoluti indoor (peso) ed agli invernali di lanci (disco); quarta (peso) e sesta (disco) agli assoluti.
Sesto posto nel getto del peso agli assoluti indoor nel 2003, bronzo agli invernali di lanci ed argento ai campionati italiani assoluti.
Quinta agli Europei under 23 a Bydgoszcz (Polonia).
Doppia medaglia nel 2004: bronzo agli italiani invernali di lanci ed argento agli assoluti.
Assente agli italiani invernali di lanci nel 2005 e poi è stata vicecampionessa agli italiani assoluti di Bressanone (14 centimetri dietro Cristiana Checchi, 53,46 m contro i 53,60 m della vincitrice).
Medaglia d'argento ai Giochi del Mediterraneo in Spagna ad Almeria; dodicesima e sesta rispettivamente in Coppa Europa invernale di lanci a Mersin in Turchia ed in Coppa Europa in Italia a Firenze;
undicesima alle Universiadi di Smirne (Turchia) e quinta al DécaNation francese di Parigi.

### 2006-2011: la serie di titoli italiani vinti, tra assoluti, invernali di lanci ed universitari
Nel 2006 ha vinto prima due medaglie di bronzo (assoluti indoor nel peso ed invernali di lanci nel disco) e poi la prima d'oro ai campionati italiani assoluti col primo titolo nel lancio del disco a Torino.
Undicesima a Tel-Aviv (Israele) e terza a Praga (Repubblica Ceca) nella Coppa Europa invernale di lanci; quindicesimo posto agli Europei di Göteborg in Svezia.
Ha vinto la medaglia di bronzo nel 2007 agli italiani invernali di lanci e poi è stata assente agli italiani assoluti di Padova.
Undicesima posizione a Yalta in Ucraina per la Coppa Europa invernale di lanci.
Dal 2008 al 2011 ha centrato per 4 volte di fila nello stesso anno l'accoppiata di titoli italiani nel lancio del disco (invernali ed assoluti): come lei soltanto Agnese Maffeis (2001-2004), la martellista Ester Balassini (1998-2001) e la giavellottista Zahra Bani (2009-2012).
Meglio di loro, con 5 volte di fila l'accoppiata di titoli italiani assoluti indoor-outdoor, soltanto il duo di pesiste Maffeis (1989-1993)-Rosolen (1996-2000).
2008, nono ed ottavo posto rispettivamente in Coppa Europa invernale di lanci (a Spalato in Croazia) ed in Coppa Europa (in Francia ad Annecy).
Con la Nazionale assoluta ha preso parte nel 2009 a Los Realejos (Spagna) alla Coppa Europa invernale di lanci, piazzandosi al quinto posto e poi sesto posto nell'Europeo per nazioni a Leiria (Portogallo). Quarta classificata ai Giochi del Mediterraneo in Italia a Pescara. Quinto posto sia alle Universiadi di Belgrado che nel DécaNation di Parigi.
Nona ad Arles (Francia) in Coppa Europa invernale di lanci e quarta a Bergen (Norvegia) nell'Europeo per nazioni nel 2010. Non è riuscita a qualificarsi per la finale agli Europei di Barcellona.
Nel 2011 è giunta decima a Sofia (Bulgaria) alla Coppa Europa invernale di lanci e settima a Stoccolma (Svezia) nell'Europeo per nazioni.

### 2012-2015: gli ultimi titoli italiani assoluti
2012, titolo italiano agli italiani invernali di lanci e vicecampionessa agli assoluti di Bressanone.
Tredicesima nel lancio del disco in Coppa Europa invernale di lanci a Bar (Montenegro).
Era iscritta agli invernali di lanci nel 2013, ma non ha gareggiato; mentre è stata vicecampionessa agli assoluti di Milano.
Settima ai Giochi del Mediterraneo a Mersin (Turchia).
2014, oro agli italiani invernali di lanci ed argento agli assoluti di Rovereto.
Bronzo agli invernali di lanci nel 2015 e quinta agli assoluti di Torino.
Fa parte dello staff tecnico del Gruppo Sportivo Marconi di Cassola.

## Progressione

### Lancio del disco
| Stagione | Misura  | Luogo                    | Data      | Rank. Mond. |
| -------- | ------- | ------------------------ | --------- | ----------- |
| 2015     | 56,58 m | Tarquinia                | 21-5-2015 |             |
| 2014     | 56,54 m | Tarquinia                | 11-6-2014 |             |
| 2013     | 56,48 m | Tarquinia                | 4-6-2013  |             |
| 2012     | 58,67 m | Viterbo                  | 7-6-2012  |             |
| 2011     | 57,62 m | Donnas                   | 3-7-2011  |             |
| 2010     | 59,05 m | San Benedetto del Tronto | 7-3-2010  |             |
| 2009     | 59,14 m | Palmanova                | 1-5-2009  |             |
| 2008     | 59,21 m | San Benedetto del Tronto | 24-2-2008 |             |
| 2007     | 56,68 m | Bari                     | 4-3-2007  |             |

### Getto del peso
| Stagione | Misura  | Luogo     | Data      | Rank. Mond. |
| -------- | ------- | --------- | --------- | ----------- |
| 2015     | 13,53 m | Palmanova | 1-5-2015  |             |
| 2014     | 15,18 m | Novara    | 5-10-2014 |             |
| 2013     | 14,91 m | Padova    | 1-9-2013  |             |
| 2012     | 15,61 m | Terni     | 15-9-2012 |             |
| 2011     | 15,45 m | Sulmona   | 24-9-2011 |             |
| 2010     | 15,70 m | Padova    | 3-9-2010  |             |
| 2009     | 15,84 m | Udine     | 12-9-2009 |             |
| 2008     | 16,07 m | Savona    | 8-7-2008  |             |
| 2007     | 15,79 m | Rieti     | 19-5-2007 |             |

## Palmarès
| Anno | Manifestazione                           | Sede              | Evento           | Risultato | Misura  | Note   |
| ---- | ---------------------------------------- | ----------------- | ---------------- | --------- | ------- | ------ |
| 1997 | Festival olimpico della gioventù europea | Lisbona           | Getto del peso   | 7ª        |         | [ 3 ]  |
| 1997 | Festival olimpico della gioventù europea | Lisbona           | Lancio del disco | 11ª       |         | [ 3 ]  |
| 1998 | Gymnasiadi                               | Shanghai          | Getto del peso   | Bronzo    |         | [ 3 ]  |
| 1998 | Gymnasiadi                               | Shanghai          | Lancio del disco | Bronzo    |         | [ 3 ]  |
| 1998 | Giochi mondiali giovanili                | Mosca             | Getto del peso   | Bronzo    | 14,43 m | [ 3 ]  |
| 1998 | Giochi mondiali giovanili                | Mosca             | Lancio del disco | 7ª        |         | [ 3 ]  |
| 1999 | Europei juniores                         | Riga              | Lancio del disco | 6ª        | 49,10 m | [ 3 ]  |
| 2000 | Mondiali juniores                        | Santiago del Cile | Lancio del disco | 15ª       | 46,88 m | [ 3 ]  |
| 2003 | Europei under 23                         | Bydgoszcz         | Lancio del disco | 5ª        | 52,97 m | [ 4 ]  |
| 2005 | Giochi del Mediterraneo                  | Almería           | Lancio del disco | Argento   | 57,98 m | [ 5 ]  |
| 2005 | Universiadi                              | Smirne            | Lancio del disco | 11ª       | 50,76 m | [ 6 ]  |
| 2005 | DécaNation                               | Parigi            | Lancio del disco | 5ª        | 52,48 m | [ 5 ]  |
| 2006 | Europei                                  | Göteborg          | Lancio del disco | 15ª       | 55,50 m | [ 7 ]  |
| 2009 | Giochi del Mediterraneo                  | Pescara           | Lancio del disco | 4ª        | 58,33 m | [ 8 ]  |
| 2009 | Universiadi                              | Belgrado          | Lancio del disco | 5ª        | 57,05 m | [ 9 ]  |
| 2009 | DécaNation                               | Parigi            | Lancio del disco | 5ª        | 53,83 m | [ 8 ]  |
| 2010 | Europei                                  | Barcellona        | Lancio del disco | 19ª       | 53,82 m | [ 10 ] |
| 2012 | Europei                                  | Helsinki          | Lancio del disco | 15ª       | 55,11 m |        |
| 2013 | Giochi del Mediterraneo                  | Mersin            | Lancio del disco | 7ª        | 51,35 m | [ 11 ] |

## Campionati nazionali
- 5 volte campionessa assoluta nel lancio del disco (2006, 2008, 2009, 2010, 2011)
- 6 volte campionessa invernale di lanci nel lancio del disco (2008, 2009, 2010, 2011, 2012, 2014)
- 1 volta campionessa universitaria nel lancio del disco (2009)

1999
- Bronzo ai Campionati italiani assoluti, (Pescara), Lancio del disco - 51,27 m[12]

2001
- Argento ai Campionati italiani assoluti indoor, (Torino), Getto del peso - 15,49 m[13]
- Bronzo ai Campionati italiani invernali di lanci, (Pietrasanta), Lancio del disco - 50,68 m[14]
- Bronzo ai Campionati italiani assoluti, (Catania), Getto del peso - 15,66 m[15]
- 5ª ai Campionati italiani assoluti, (Catania), Lancio del disco - 48,10 m[14]

2002
- Bronzo ai Campionati italiani assoluti indoor, (Genova), Getto del peso - 15,40 m[16]
- Bronzo ai Campionati italiani invernali di lanci, (Ascoli Piceno), Lancio del disco - 51,97 m[17]
- 4ª ai Campionati italiani assoluti, (Viareggio), Getto del peso - 15,23 m[18]
- 6ª ai Campionati italiani assoluti, (Viareggio), Lancio del disco - 50,81 m[17]

2003
- 6ª ai Campionati italiani assoluti indoor, (Genova), Getto del peso - 14,69 m[19]
- Bronzo ai Campionati italiani invernali di lanci, (Gioia Tauro), Lancio del disco - 50,65 m[20]
- Argento ai Campionati italiani assoluti, (Rieti), Lancio del disco - 52,75 m[20]

2004
- Bronzo ai Campionati italiani invernali di lanci, (Ascoli Piceno), Lancio del disco - 51,09 m[21]
- Argento ai Campionati italiani assoluti, (Firenze), Lancio del disco - 54,14 m[21]

2005
- Argento ai Campionati italiani assoluti, (Bressanone), Lancio del disco - 53,46 m[22]

2006
- Bronzo ai Campionati italiani assoluti indoor, (Ancona), Getto del peso - 15,59 m[23]
- Bronzo ai Campionati italiani invernali di lanci, (Ascoli Piceno), Lancio del disco - 53,18 m[24]
- Oro ai Campionati italiani assoluti, (Torino), Lancio del disco - 56,31 m[25]

2007
- Bronzo ai Campionati italiani invernali di lanci, (Bari), Lancio del disco - 56,68 m[26]

2008
- Oro ai Campionati italiani invernali di lanci, (San Benedetto del Tronto), Lancio del disco - 59,21 m[27]
- Oro ai Campionati italiani assoluti, (Cagliari), Lancio del disco - 57,25 m[28]

2009
- Oro ai Campionati italiani invernali di lanci, (Bari), Lancio del disco - 57,84 m[29]
- Oro ai Campionati nazionali universitari, (Lignano Sabbiadoro), Lancio del disco - 56,47 m[30]
- Oro ai Campionati italiani assoluti, (Milano), Lancio del disco - 56,37 m[31]

2010
- Oro ai Campionati italiani invernali di lanci, (San Benedetto del Tronto), Lancio del disco - 59,05 m[32]
- Oro ai Campionati italiani assoluti, (Grosseto), Lancio del disco - 54,75 m[33]

2011
- Oro ai Campionati italiani invernali di lanci, (Viterbo), Lancio del disco - 52,57 m[34]
- Oro ai Campionati italiani assoluti, (Torino), Lancio del disco - 55,47 m[35]

2012
- Oro ai Campionati italiani invernali di lanci, (Lucca), Lancio del disco - 54,29 m[36]
- Argento ai Campionati italiani assoluti, (Bressanone), Lancio del disco - 55,62 m[37]

2013
- Argento ai Campionati italiani assoluti, (Milano), Lancio del disco - 53,24 m[38]

2014
- Oro ai Campionati italiani invernali di lanci, (Lucca), Lancio del disco - 53,49 m[39]
- Argento ai Campionati italiani assoluti, (Rovereto), Lancio del disco - 54,86 m[40]

2015
- Bronzo ai Campionati italiani invernali di lanci, (Lucca), Lancio del disco - 52,77 m[41]
- 5ª ai Campionati italiani assoluti, (Torino), Lancio del disco - 52,34 m[42]

## Altre competizioni internazionali
2001
- 13ª nella Coppa Europa invernale di lanci ( Nizza), getto del peso[3]

2003
- Bronzo all'Incontro internazionale FRA-ITA ( Clermont-Ferrand), lancio del disco - 54,44 m[43]

2005
- 12ª nella Coppa Europa invernale di lanci ( Mersin), lancio del disco - 52,33 m[5]
- 6ª in Coppa Europa ( Firenze), lancio del disco - 57,23 m[5]

2006
- 11ª nella Coppa Europa invernale di lanci ( Tel Aviv), lancio del disco - 55,80 m[7]
- 3ª in Coppa Europa ( Praga), lancio del disco - 55,58 m[7]

2007
- 11ª nella Coppa Europa invernale di lanci ( Jalta), lancio del disco - 52,94 m[44]

2008
- 9ª nella Coppa Europa invernale di lanci ( Spalato), lancio del disco - 56,60 m[45]
- 8ª in Coppa Europa ( Annecy), lancio del disco - 55,88 m[45]

2009
- 5ª nella Coppa Europa invernale di lanci ( Los Realejos), lancio del disco - 57,97 m[8]
- 6ª agli Europei a squadre ( Leiria), lancio del disco - 56,45 m[8]

2010
- 9ª nella Coppa Europa invernale di lanci ( Arles), lancio del disco - 55,78 m[10]
- 4ª agli Europei a squadre ( Bergen), lancio del disco - 54,53 m[10]

2011
- 10ª nella Coppa Europa invernale di lanci ( Sofia), lancio del disco - 53,81 m[46]
- 7ª agli Europei a squadre ( Stoccolma), lancio del disco - 54,05 m[47]

2012
- 13ª nella Coppa Europa invernale di lanci ( Bar), lancio del disco - 56,19 m[48]